# Fraiture (Tinlot)
Pour les articles homonymes, voir Fraiture.
Fraiture (en wallon  Fraiteure) est une section de la commune belge de Tinlot située en Région wallonne dans la province de Liège. C'était une commune à part entière avant la fusion des communes de 1977.

## Étymologie
Friche (ancien français fraiture « fracture, brèche ») ,.

## Géographie

### Description du village
Au cœur du Condroz liégeois, Fraiture vous accueille dans un paysage vallonné où alternent les prés, les champs et les forêts. Habitat groupé sur un kilomètre carré, il comptait une cinquantaine de fermettes. Actuellement près de huit cents habitants vivent autour de quatre fermes.
Un camping, installé dans le parc d'un ancien château incendié le 31 juillet 1963 , offre un havre de paix aux vacanciers et aux citadins de la banlieue voisine. Une école fondamentale de neuf classes et un club de football alignant huit équipes montrent à suffisance le dynamisme d'une population enthousiaste.
Fraiture est jumelé avec la commune française de Diarville (département de Meurthe-et-Moselle).

## Démographie
- Sources:INS, Rem:1831 jusqu'en 1970=recensements, 1976= nombre d'habitants au 31 décembre

## Histoire
Fraiture fusionna avec Houchenée sous le régime français.

### La légende du D'Zy
Historique ou légendaire, ce personnage hante le village de Fraiture depuis la fin du XIXe siècle. En 1874, Joseph Demoulin, écrivain liégeois contestataire, édite l’histoire de Paul Derenne, surnommé le D’Zy. Dans la préface du livre qu’il dédie à son frère, il écrit : « Je vous dédie ce roman, mon cher Gérard, d’abord comme un gage d’affectueuse amitié, ensuite parce que vous, qui avez connu aussi bien que moi le personnage dont j’écris l’histoire, pourriez attester, au besoin, l’authenticité du fond et des détails qui la composent. »
Paul Derenne se destinait au sacerdoce mais l’amour de Jeanne fut le plus fort. Il vit avec son épouse, son père et une vieille cousine dans une fermette que nous situons au numéro 14 de la rue de Liège. Petit fermier, ouvrier bûcheron l’hiver, il tue dans le bois Gougeon (actuellement le bois de Favence) le chevalier de Cortis qui tentait d’abuser de sa femme. Comment, au début du XIXe siècle, justifier le meurtre d’un seigneur par un manant ? Paul ne croit pas à la justice des hommes. Il s’évade du cachot de la gendarmerie de Fraiture. Les aventures du D’Zy vont commencer.
D’Zy est le nom wallon de l’orvet, petit reptile insaisissable. Jeanne meurt avec l’enfant qu’elle attendait. Le père Derenne ne survit pas aux malheurs et la fermette est vendue. Paul va vivre de nombreuses années dans les bois de l’Herberain avec l’aide de tous les Fraiturois mais spécialement du curé, l’abbé Moret, et de son ami, Jean Bouvier. Recherché sans cesse par la gendarmerie, ennemi juré du Rougeaud et de la Grande Gatte, il vit des aventures extraordinaires. Homme fort, droit, intraitable mais doux et tendre, il est toujours du côté du pauvre, du petit, du malheureux.
Il faut lire ce livre, difficile à résumer. Vous y découvrirez une fresque de mœurs condruziennes décrites avec beaucoup de talent, dans un style très agréable. Vous constaterez que les idées contestataires et anticléricales qui valurent à son auteur l’opprobre de l’Église sont maintenant communément admises. Le philosophe était en avance. Réhabilité, le D’Zy vivra quelques années encore à Fraiture, sur la place du village, au numéro 35 près de la vieille forge et de la gendarmerie. Il sera tué accidentellement dans les rues de Bruxelles lors de la révolution belge de 1830.

## Galerie

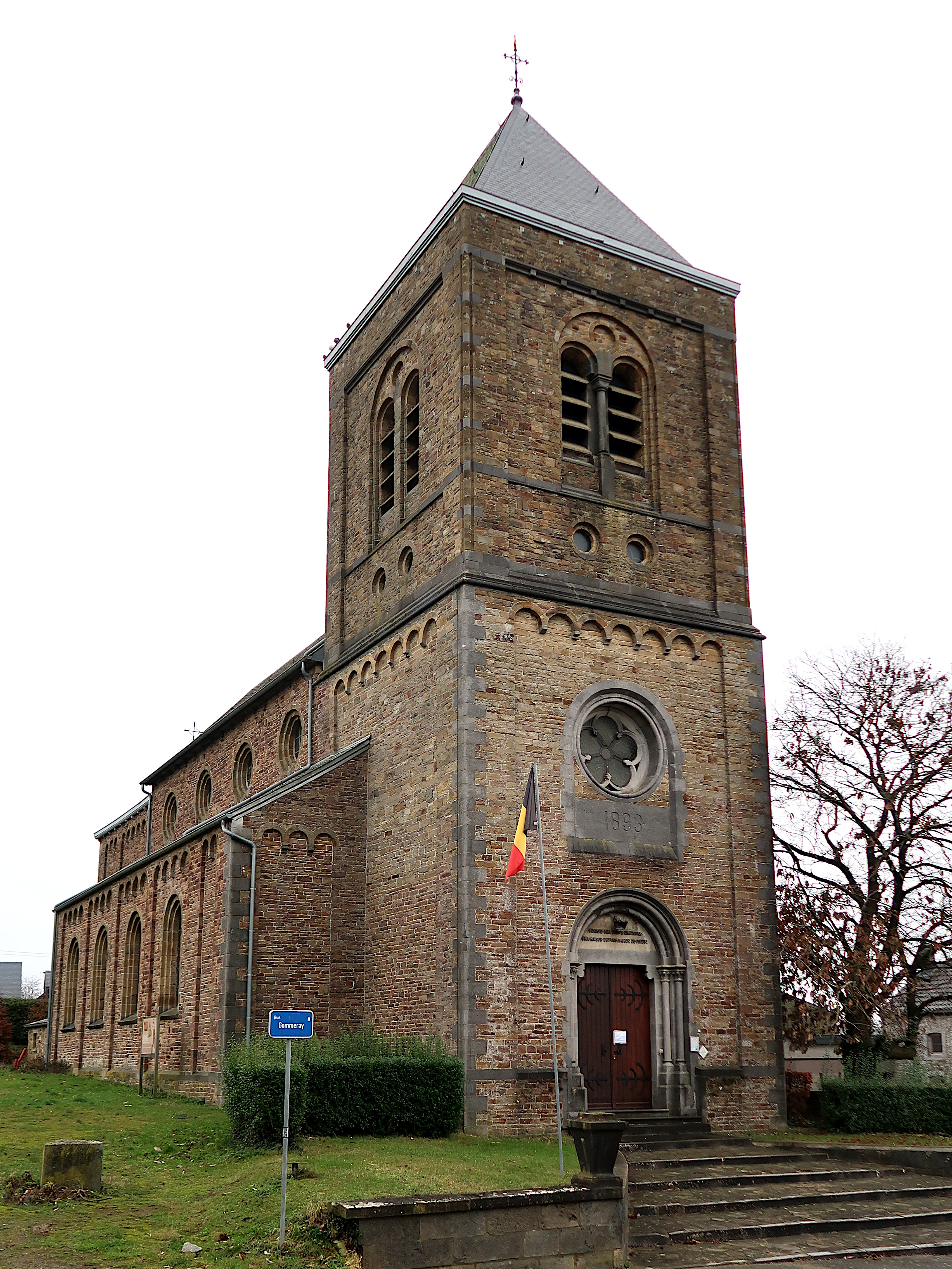
Église Saint-Remacle.
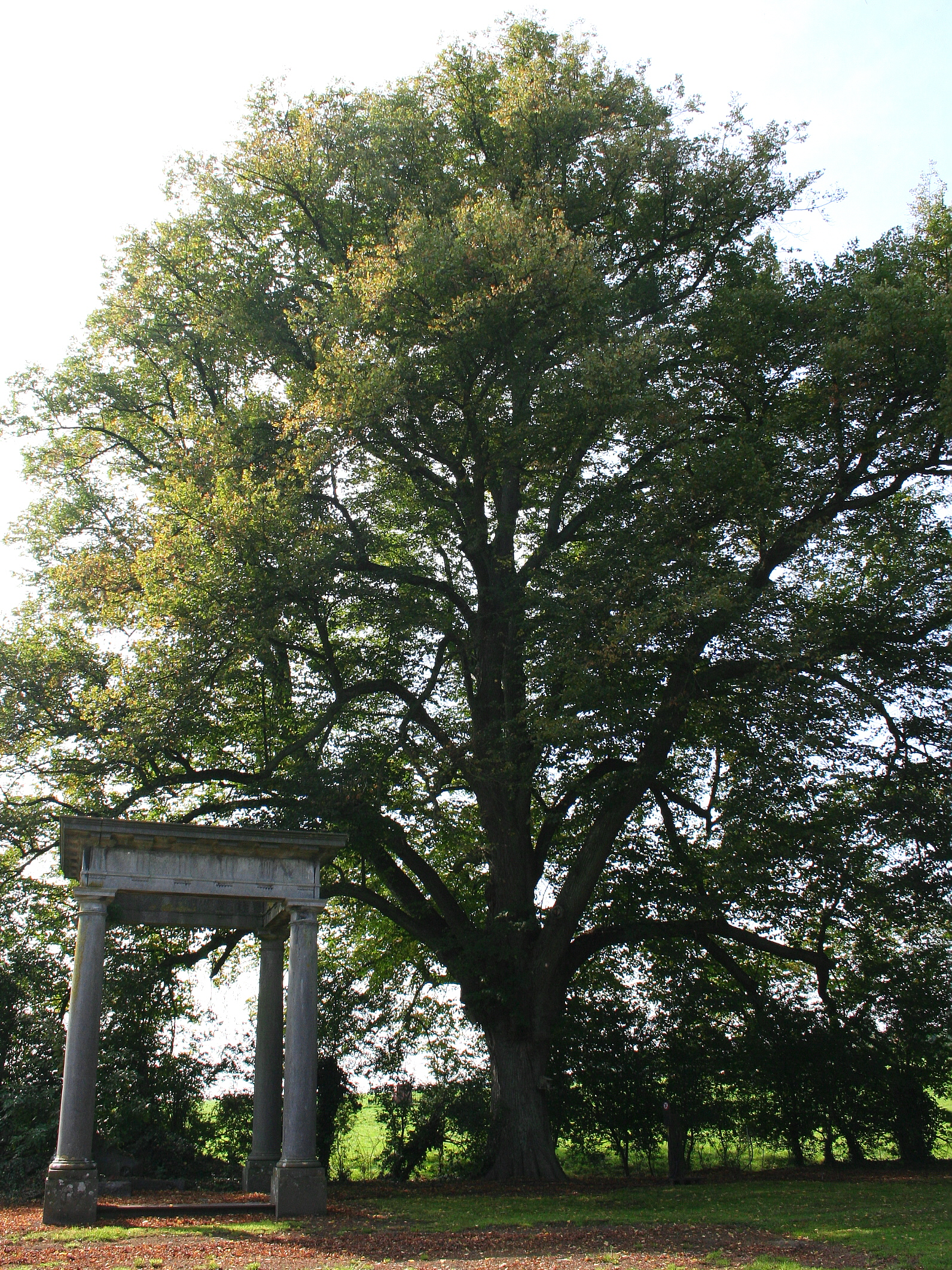
Le parc de l'ancien château devenu camping.
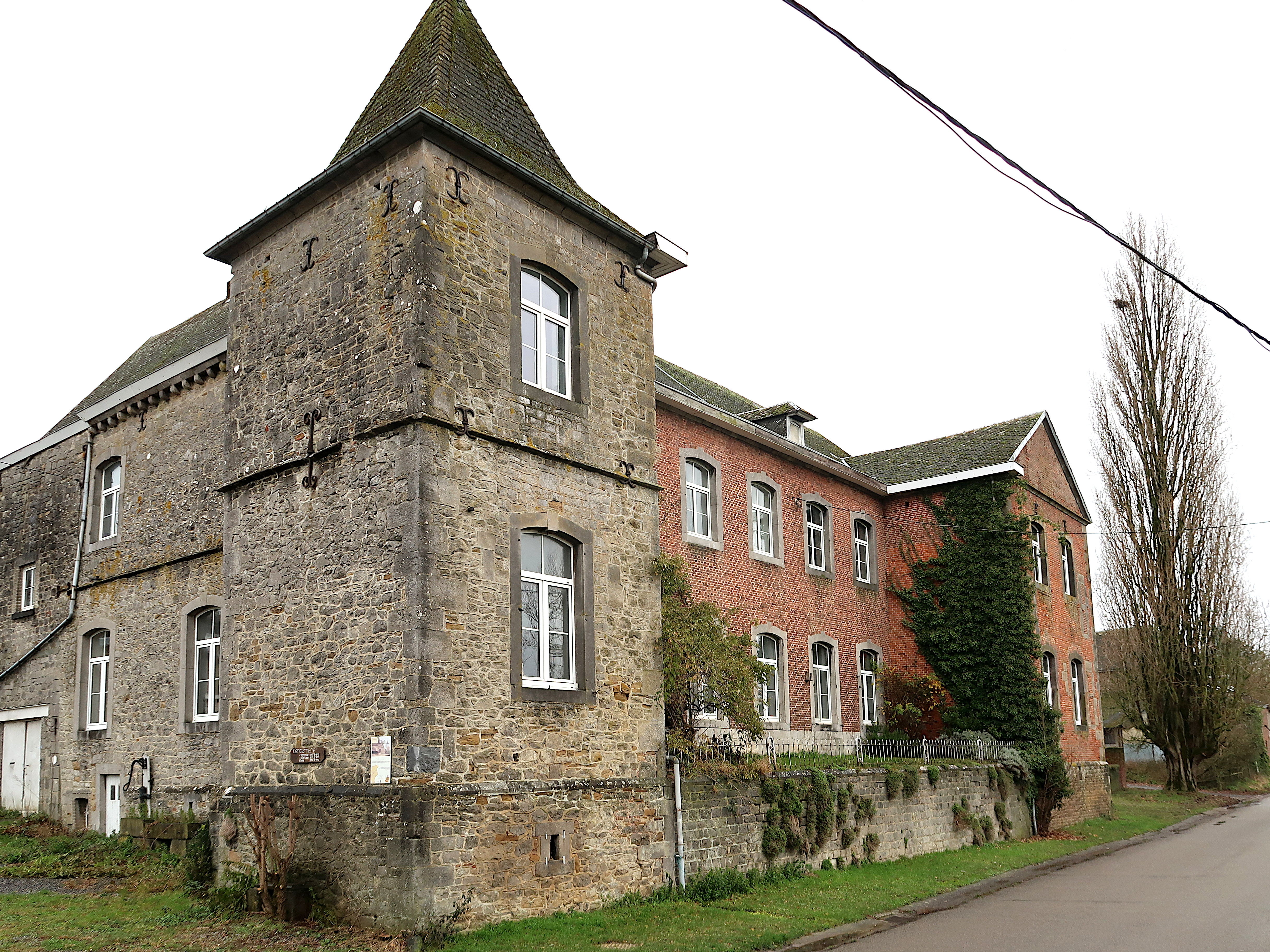
Vieux Chateau "La Gendarmerie".
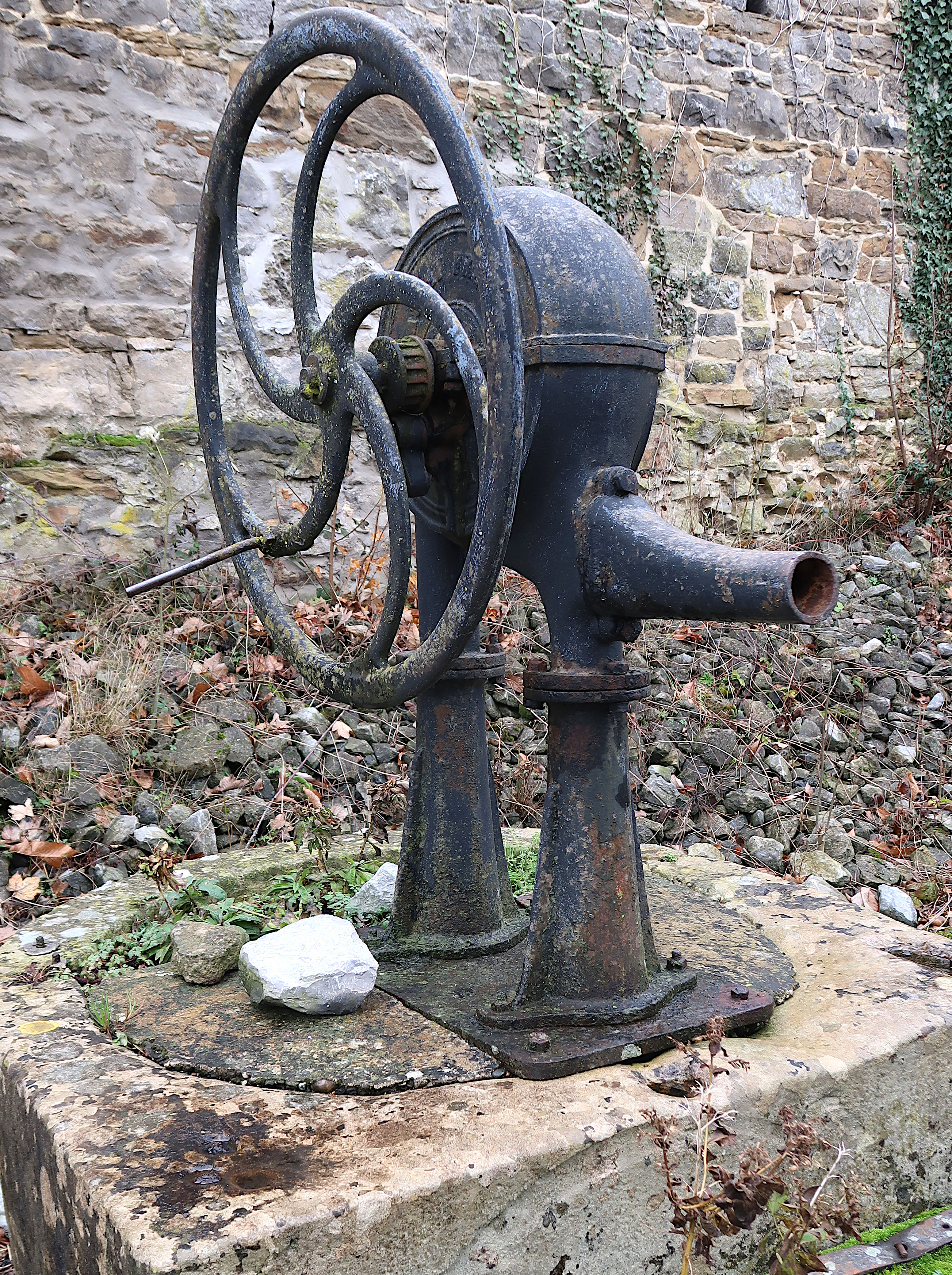
Pompe à chapelet en face de l'église.

## Économie
Un hôpital de cent vingt lits emploie environ deux cent cinquante personnes. C'est un établissement réputé pour le traitement de la sclérose en plaques et comme « Centre de Revalidation Fonctionnelle » (Centre Neurologique et de Réadaptation Fonctionnelle de Fraiture).